# Idiosincràsia
Una idiosincràsia és una peculiaritat de la constitució física o mental d'algú, temperament personal, que no pot ser atribuït a cap desenvolupament físic o psicològic general conegut (encara que també hi ha altres usos, vegeu més avall). També pot significar una mania estranya. El terme s'utilitza sovint per expressar excentricitat o peculiaritat.

## Etimologia
El terme «idiosincràsia» prové de la paraula grega ἰδιοσυγκρασία (idiosynkrasía), «temperament particular» o «hàbit del cos» (de ἴδιος idios, «propi»; σύν, syn, «amb»; κρᾶσις krasis, «govern»), o literalment «autogovernat», és el comportament particular, la «personalitat psíquica», pròpia d'un individu. També serveix per definir la peculiaritat o caràcter d'un poble, d'un grup, etc.

## Lingüística
El terme també es pot aplicar a símbols o paraules. Els «símbols idiosincràtics» signifiquen una cosa per a una persona en particular.

### Propietat idiosincràtica
En la fonologia, una «propietat idiosincràtica» contrasta amb una «regularitat sistemàtica». Mentre que les regularitats sistemàtiques en el sistema de so d'una llengua són útils per identificar regles fonològiques durant l'anàlisi de les formes que poden prendre els morfemes, les propietats idiosincràtiques són aquelles que no són determinades per aquestes regles. Per exemple, el fet que la paraula anglesa cab comença amb /k/ és una propietat idiosincràtica; d'altra banda, la seva vocal és més llarga que la paraula anglesa cap és una regularitat sistemàtica, ja que sorgeix del fet que la consonant final es sonora/sorda.

## Medicina

### Malaltia
La idiosincràsia va definir la manera com els metges van concebre les malalties al segle xix. Consideraven cada malaltia com una condició única relacionada amb cada pacient. Aquesta comprensió va començar a canviar a la dècada del 1870, quan els descobriments realitzats pels investigadors a Europa van permetre l'adveniment d'una «medicina científica», un precursor de la medicina basada en l'evidència que és la pràctica actual.

### Farmacologia
El terme «reacció idiosincràtica al medicament» denota una reacció o hipersensibilitat aberrant o estranya a una substància, sense connexió amb la farmacologia del medicament. És el que es coneix com a «reacció de tipus B». Les reaccions de tipus B tenen les següents característiques: 
- solen ser impredictibles
- pot ser que no siguin recollides pel cribratge toxicològic
- no necessàriament estan relacionades amb la dosi
- incidència i la morbiditat baixa, però amb alta mortalitat.

Les reaccions de tipus B són més comunament immunològiques (per exemple, al·lèrgia a la penicil·lina).

### Psiquiatria i psicologia
En psiquiatria, el terme significa una condició mental específica i única d'un pacient, sovint acompanyada de neologismes. En psicoanàlisi i conductisme, s'utilitza per a la manera personal que reacciona un individu donat, percep i experimenta una situació comuna; un determinat plat fet de carn pot causar records nostàlgics en una persona i de plaer en un altre. Aquestes reaccions es diuen «idiosincràtiques».

## Economia
En la teoria moderna de la cartera, els riscos de canvis de preus a causa de les circumstàncies úniques d'una seguretat específica, a diferència del mercat global, es denominen «riscos idiosincràtics». Aquest risc específic, també anomenat «risc no-sistemàtic», es pot eliminar de la cartera mitjançant la diversificació. La col·locació de diversos títols implica la cancel·lació dels riscos específics. En el sistema complet de mercats, no hi ha cap compensació pel risc idiosincràtic, és a dir, el risc idiosincràtic d'una seguretat no importa per al seu preu. Per exemple, en un sistema de mercats complet en què es manté el model de valoració d'actius financers, el preu d'una garantia està determinat per la quantitat de risc sistemàtic en els seus rendiments. Els ingressos nets obtinguts o les pèrdues sofertes per un arrendador de lloguer d'una o dues propietats estan subjectes a riscos idiosincràtics a causa de les nombroses coses que poden passar a la propietat real i al comportament variable dels inquilins.
Segons un model macroeconòmic que inclou un sector financer, la cobertura de riscos idiosincràtics pot ser autodestructiu, ja que comporta un major risc sistèmic, ja que adquireix més influència. Això fa que el sistema sigui menys estable. Així, mentre la titulització, en principi, redueix els costos de xocs idiosincràtics, acaba ampliant els riscos sistèmics en equilibri.
A l'econometria, l'«error idiosincràtic» s'utilitza per descriure l'error de les dades de panell que canvia amb el temps i entre les unitats (individus, empreses, ciutats, etc.).

## Filosofia
La idiosincràsia és un conjunt de peculiaritats i trets de cada individu, que representa el que és com un ésser conscient, que defineix la seva ontologia. Aquest és un concepte especialment associat amb Nietzsche.